# 8104 Kumamori
8104 Kumamori è un asteroide della fascia principale. Scoperto nel 1994, presenta un'orbita caratterizzata da un semiasse maggiore pari a 3,0242167 UA e da un'eccentricità di 0,0851446, inclinata di 9,53187° rispetto all'eclittica.